# Wereldbeker skeleton 2007/2008
De wereldbeker skeleton in het seizoen 2007/2008 (officieel:  Viessmann FIBT Bob & Skeleton World Cup Tour 2007/2008) begon op 29 november 2007 en eindigde op 8 februari 2008. De wereldbeker wordt georganiseerd door de FIBT. De skeletoncompetitie bestond zowel voor de mannen als de vrouwen uit acht wedstrijden. De vijfde wereldbekerwedstrijd op 18 januari in Cesana Torinese gold voor de Europese deelnemers tevens als het Europees kampioenschap. De Brit Kristan Bromley en de Amerikaanse Katie Uhlaender wonnen de wereldbeker.

## Mannen

### Uitslagen
| Datum      | Plaats          | Eerste          | Tweede          | Derde          |
| ---------- | --------------- | --------------- | --------------- | -------------- |
| 29/11/2007 | Calgary         | Paul Boehm      | Kristan Bromley | Jon Montgomery |
| 06/12/2007 | Park City       | Zach Lund       | Eric Bernotas   | Anthony Sawyer |
| 14/12/2007 | Lake Placid     | Eric Bernotas   | Jon Montgomery  | Zach Lund      |
| 17/01/2008 | Cesana Torinese | Jon Montgomery  | Anthony Sawyer  | Adam Pengilly  |
| 18/01/2008 | Cesana Torinese | Zach Lund       | Kristan Bromley | Eric Bernotas  |
| 25/01/2008 | Sankt Moritz    | Kristan Bromley | Zach Lund       | Eric Bernotas  |
| 01/02/2008 | Königssee       | Florian Grassl  | Kristan Bromley | Tomass Dukurs  |
| 08/02/2008 | Winterberg      | Martins Dukurs  | Jon Montgomery  | Florian Grassl |

### Eindstand wereldbeker
| #  | Piloot          | Land | Punten |
| -- | --------------- | ---- | ------ |
| 1  | Kristan Bromley | GBR  | 1.583  |
| 2  | Jon Montgomery  | CAN  | 1.517  |
| 3  | Zach Lund       | USA  | 1.516  |
| 4  | Eric Bernotas   | USA  | 1.443  |
| 5  | Martins Dukurs  | LAT  | 1.369  |
| 6  | Anthony Sawyer  | GBR  | 1.322  |
| 7  | Markus Penz     | AUT  | 1.144  |
| 8  | Florian Grassl  | GER  | 1.141  |
| 9  | Adam Pengilly   | GBR  | 1.120  |
| 10 | Ben Sandford    | NZL  | 1.032  |
| 11 | Tomass Dukurs   | LAT  | 916    |
| 12 | Daniel Maechler | SUI  | 893    |

| #  | Piloot                | Land | Punten |
| -- | --------------------- | ---- | ------ |
| 13 | Frank Rommel          | GER  | 862    |
| 14 | Sebastian Haupt       | GER  | 848    |
| 15 | Michael Douglas       | CAN  | 834    |
| 16 | Aleksandr Tretjakov   | RUS  | 794    |
| 17 | Kazuhiro Koshi        | JPN  | 759    |
| 18 | Caleb Smith           | USA  | 758    |
| 19 | Masaru Inada          | JPN  | 698    |
| 20 | Matthias Guggenberger | AUT  | 636    |
| 21 | Peter van Wees        | NED  | 524    |
| 22 | Paul Boehm            | CAN  | 513    |
| 23 | Keith Loach           | CAN  | 376    |
| 24 | Alexander Mutovin     | RUS  | 312    |

| #  | Piloot               | Land | Punten |
| -- | -------------------- | ---- | ------ |
| 25 | Stefan Moerker       | SUI  | 305    |
| 26 | Sergej Tsjoedinov    | SUI  | 250    |
| 27 | Pascal Oswald        | SUI  | 224    |
| 28 | Michi Halilovic      | GER  | 221    |
| 29 | Erik Geerts          | NED  | 172    |
| 30 | Jeff Pain            | CAN  | 136    |
| 31 | Patrick Shannon      | IRL  | 136    |
| 32 | Andy Wood            | GBR  | 120    |
| 33 | Gregory Saint-Genies | FRA  | 113    |
| 34 | Nicola Drocco        | ITA  | 90     |
| 35 | Ivan Pokos           | CRO  | 90     |
| 36 | Maurizio Oioli       | ITA  | 80     |
| 37 | Alberto Polacchi     | ITA  | 50     |

## Vrouwen

### Uitslagen
| Datum      | Plaats          | Eerste          | Tweede                         | Derde                          |
| ---------- | --------------- | --------------- | ------------------------------ | ------------------------------ |
| 29/11/2007 | Calgary         | Michelle Kelly  | Mellisa Hollingsworth-Richards | Amy Williams                   |
| 06/12/2007 | Park City       | Michelle Kelly  | Katie Uhlaender                | Amy Williams                   |
| 14/12/2007 | Lake Placid     | Katie Uhlaender | Michelle Kelly                 | Carla Pavan                    |
| 17/01/2008 | Cesana Torinese | Kerstin Jürgens | Michelle Kelly                 | Anja Huber                     |
| 18/01/2008 | Cesana Torinese | Katie Uhlaender | Anja Huber                     | Svetlana Troenova              |
| 25/01/2008 | Sankt Moritz    | Katie Uhlaender | Carla Pavan                    | Mellisa Hollingsworth-Richards |
| 01/02/2008 | Königssee       | Katie Uhlaender | Kerstin Jürgens                | Marion Trott                   |
| 08/02/2008 | Winterberg      | Michelle Kelly  | Anja Huber                     | Katie Uhlaender                |

### Eindstand wereldbeker
| #  | Pilote                         | Land | Punten |
| -- | ------------------------------ | ---- | ------ |
| 1  | Katie Uhlaender                | USA  | 1.670  |
| 2  | Michelle Kelly                 | CAN  | 1.599  |
| 3  | Mellisa Hollingsworth-Richards | CAN  | 1.458  |
| 4  | Kerstin Jürgens                | GER  | 1.443  |
| 5  | Anja Huber                     | GER  | 1.374  |
| 6  | Carla Pavan                    | CAN  | 1.322  |
| 7  | Amy Williams                   | GBR  | 1.320  |
| 8  | Emma Lincoln-Smith             | AUS  | 1.144  |
| 9  | Marion Trott                   | GER  | 1.128  |
| 10 | Michelle Steele                | AUS  | 1.120  |

| #  | Pilote                   | Land | Punten |
| -- | ------------------------ | ---- | ------ |
| 11 | Svetlana Troenova        | RUS  | 1.088  |
| 12 | Jessica Kilian           | SUI  | 976    |
| 13 | Courtney Yamada-Anderson | USA  | 952    |
| 14 | Melissa Hoar             | AUS  | 936    |
| 15 | Maggie Davies            | GBR  | 806    |
| 16 | Olga Korobkina           | RUS  | 794    |
| 17 | Anne O'Shea              | USA  | 698    |
| 18 | Tionette Stoddard        | NZL  | 692    |
| 19 | Eiko Nakayama            | JPN  | 672    |
| 20 | Desiree Bjerke           | NOR  | 656    |

| #  | Pilote                    | Land | Punten |
| -- | ------------------------- | ---- | ------ |
| 21 | Barbara Hosch             | SUI  | 470    |
| 22 | Nozomi Komuro             | JPN  | 458    |
| 23 | Alexa Putnam              | ISV  | 304    |
| 24 | Undine Vitola             | LAT  | 243    |
| 25 | Teresita Bramante Vallana | ITA  | 174    |
| 26 | Keslie Tomlinson          | USA  | 136    |
| 27 | Anna Sjevtsova            | RUS  | 88     |
| 28 | Costanza Zanoletti        | ITA  | 62     |

1986/1987 · 
1987/1988 · 
1988/1989 · 
1989/1990 · 
1990/1991 · 
1991/1992 · 
1992/1993 · 
1993/1994 · 
1994/1995 · 
1995/1996 · 
1996/1997 · 
1997/1998 · 
1998/1999 · 
1999/2000 · 
2000/2001 · 
2001/2002 · 
2002/2003 · 
2003/2004 · 
2004/2005 · 
2005/2006 · 
2006/2007 · 
2007/2008 · 
2008/2009 ·
2009/2010 ·
2010/2011 ·
2011/2012 ·
2012/2013 ·
2013/2014 ·
2014/2015 ·
2015/2016 ·
2016/2017 ·
2017/2018 ·
2018/2019 ·
2019/2020 ·
2020/2021 ·
2021/2022 ·
2022/2023 ·
2023/2024 ·
2024/2025
Alpineskiën ·
Biatlon ·
Bobsleeën ·
Freestyleskiën ·
Langlaufen ·
Noordse combinatie ·
Rodelen ·
Schaatsen ·
Schansspringen ·
Shorttrack ·
Skeleton ·
Snowboarden